# Сухарева, Ольга Александровна
О́льга Алекса́ндровна Сухарева (15 февраля 1903, Самарканд — 22 января 1983, Москва) — советский этнограф, востоковед, специалист по Средней Азии.

## Биография
Родилась в 1903 году в Самарканде. В 1921 году поступила в Туркестанский восточный институт в Ташкенте (в 1924 году преобразован в восточный факультет Среднеазиатского государственного университета). Окончила САГУ в 1925 году.
В 1924—1926 годах работала преподавателем природоведения в Таджикском институте просвещения в Ташкенте. В 1926 году работала в женском педагогическом техникуме в Самарканде. В 1927 году вернулась в Ташкент, продолжала работать в Таджикинпросе.
Во второй половине 1920-х годов участвовала в работе по латинизации таджикского алфавита.
C 1930 года жила в Самарканде. Работала преподавателем Таджикских центральных педагогических курсов (1930—1933), переводчиком Таджикского государственного издательства (1933), преподавала таджикский язык на факультете языка Узбекского государственного университета (1933—1934).
В 1934 году перешла на работу в Государственный центральный музей Узбекистана в Самарканде. Кандидат исторических наук (1940, диссертация «Пережитки анимизма у равнинных таджиков»). Одновременно работала доцентом кафедры истории Самаркандского педагогического института (1943—1944) и исторического факультета Узбекского государственного университета (1944—1946).
В 1946 году переехала в Ташкент. Стала работать в Институте истории и археологии АН Узбекской ССР. Доктор исторических наук (1963, диссертация «Бухара XIX — начала XX вв.: позднефеодальный город и его население»).
В 1967 году вышла на пенсию, переехала в Москву. Работала в Институте этнографии АН СССР (с октября 1968 года — старшим научным сотрудником на общественных началах, с мая 1969 года — старшим научным сотрудником-консультантом).
Похоронена на Армянском кладбище..